# Желішево
Желішево (пол. Żeliszewo) — село в Польщі, у гміні Реч Хощенського повіту Західнопоморського воєводства.
Населення — 103 особи (2011).
У 1975-1998 роках село належало до Гожовського воєводства.

## Демографія
Демографічна структура станом на 31 березня 2011 року:
|          | Загалом | Допрацездатний вік | Працездатний вік | Постпрацездатний вік |
| -------- | ------- | ------------------ | ---------------- | -------------------- |
| Чоловіки | 51      | 11                 | 37               | 3                    |
| Жінки    | 52      | 14                 | 22               | 16                   |
| Разом    | 103     | 25                 | 59               | 19                   |